# Blenina obliquinaria
Blenina obliquinaria är en fjärilsart som beskrevs av George Francis Hampson 1912. Blenina obliquinaria ingår i släktet Blenina och familjen trågspinnare. Inga underarter finns listade i Catalogue of Life.